# Iubito, ne-am micșorat pe noi
Iubito, ne-am micșorat pe noi (titlu original: în engleză Honey, We Shrunk Ourselves) este un film american SF de comedie din 1997 regizat de Dean Cundey. Rolurile principale au fost interpretate de actorii Mila Kunis și Rick Moranis. Este al treilea film din seria Dragă, am micșorat copiii, după Dragă, am micșorat copiii (1989) și Dragă, am mărit copilul! (1992).